# Lingue micronesiane
Le lingue micronesiane sono un ramo delle lingue oceaniche.

## Distribuzione geografica
Il sottogruppo delle lingue micronesiane include la maggior parte delle lingue vernacolari parlate nella zona geografica conosciuta dal 1830 col nome di Micronesia (inclusi gli arcipelaghi che la formano da sud-est a nord-ovest: le isole Gilbert, le isole Marshall, le isole Caroline e le isole Marianne), ad eccezione del palauano, del chamorro, dello yapese e di alcune lingue polinesiane (Polinesia periferica), che appartengono ad altri gruppi della famiglia austronesiana e delle lingue oceaniche. Il nauruano è generalmente riconosciuto come facente parte del sottogruppo anche se vi sono ancora discussioni in relazione ai suoi legami col proto-micronesiano. Anche la classificazione esatta della lingua kosrae in questo gruppo è ancora dibattuta, quando quella yapese, una lingua isolata, non sembra chiaramente apparentata alle sue vicine.

## Posizione linguistica e archeologica
Il raggruppamento del micronesiano sembra indicare che il "proto-micronesiano" (ossia la protolingua del gruppo) era parlato da qualche parte nella regione meridionale di Gilbert/Nauru/Kosrae, suggerendo che la Micronesia fosse stata piuttosto colonizzata da est a ovest, all'incirca (Bender 1971).
Il relativo conservatorismo della loro lingua favorirebbe invece le Isole Gilbert come "patria" del protomicronesiano nucleare, ma il sottogruppo, così come l'evidenza lessicale che indica (debolmente) che la "patria" era un'isola alta piuttosto che un atollo (Marck 1994), favoriscono Kosrae come la patria possibile del micronesiano nucleare. L'ubicazione di un'isola elevata sarebbe anche deducibile dal fatto che la ceramica della cultura Lapita è stata prodotta in Micronesia e questa ceramica non può essere prodotta su un atollo (Matthew Spriggs).
Ci sono anche prove linguistiche che la "patria" del gruppo micronesiano potrebbe essere stata colonizzata da Malaita (Isole Salomone) o dal Vanuatu settentrionale, ma nessuna delle due ipotesi è conclusiva (Jackson 1986). Inoltre, ci sono caratteristiche intriganti, condivise dalle lingue della Micronesia e dell'Ammiragliato (Smythe 1970, Jackson 1986).
Le prove archeologiche sulla provenienza dei locutori micronesiani sono alquanto vaghe, ma suggeriscono che provenissero dal sud, cioè dalle Isole Salomone, Vanuatu o dalla regione delle Figi/Polinesia occidentale (Ayres 1990). Non ci sono prove archeologiche dalla Micronesia sufficienti per corroborare o minare le altre deduzioni fatte qui (sulle difficoltà dell'archeologia in Micronesia, vedasi Rainbird 1994), ma in base alle prove attuali sembra che la maggior parte della Micronesia sia stata colonizzata circa duemila anni fa.

## Classificazione
Gli specialisti concordano nell'inserire il gruppo micronesiano in seno al più vasto gruppo oceanico, sulla base d'innovazioni condivise. 
Il gruppo venne scisso in seguito in una branca nauruana (col solo nauruano), e le restanti 19 lingue (ramo detto micronesiano nucleare o micronesiano propriamente detto, in inglese Nuclear Micronesian o Micronesian Proper); per quest'ultimo gruppo, si è potuto definire una protolingua: il proto-micronesiano. A sua volta, il micronesiano nucleare si scinde in diversi sottorami.

## Lista delle lingue
Il gruppo delle lingue micronesiane è formato da venti lingue strettamente apparentate: le diciannove lingue micronesiane propriamente dette ed il nauruano. Malgrado il nome dato al gruppo, esso non comprende tutte le lingue vernacolari della Micronesia.
Le venti lingue appartenenti a questo gruppo sono le seguenti:
- nella famiglia nauruana (classificazione incerta nel gruppo micronesiano):
  - [nau][7]: la lingua nauruana, parlata a Nauru;
- nella famiglia kusaiana (classificazione incerta nel gruppo micronesiano):
  - [kos][8]: la lingua kosrae (o kusaïé, kosraé), parlata a Kosrae, che comprende la città di Tofol ed i comuni di Lelu, Malem, Tafunsak e Utwa;
- nella super-famiglia micronesiana propria:
  - nella famiglia ponapeica-troukic:
    - nella sottofamiglia ponapeica:
      - [mkj][9]: la lingua mokilese (o mokil, mwoakilese, mwoakiloa), sull'atollo di Mokil, ad est dello Stato di Pohnpei;
      - [pif][10]: la lingua pingelapese, sull'isola di Pingelap, al centro-est dello Stato di Pohnpei;
      - [pon][11]: la lingua pohnpeiana, sull'isola di Pohnpei, nello Stato di Pohnpei centro-occidentale;

    - nella sottofamiglia trukic (ou chuukic) :
      - [chk][12]: la lingua chuukese (o chuuk), sulle isole Truk, nello Stato di Chuuk (nelle isole Caroline orientali);
      - [mrl][13]: la lingua mortlockese (o mortlock, nomoi), sulle isole Mortlock, nel sud-est dello Stato di Chuuk (nelle isole Caroline orientali);
      - [nmt][14]: la lingua namonuito (o namon-weïte), sulle isole Magur, Onou, Onari e Piserarh, le isole Ulul, nel nord-ovest dello Stato di Chuuk (nelle isole Caroline orientali);
      - [pfa][15]: la lingua pááfang (in forte convergenza verso il chuuk), nelle isole Hall (Nomwin, Fananu, Marilo, Ruo), nello Stato Chuuk settentrionale (nelle isole Caroline orientali);
      - [puw][16]: la lingua puluwat (o pulapese, pulusukais), sulle isole Puluwat, Pulap e Houk (Pulusuk), nella parte occidentale dello Stato Chuuk (nelle isole Caroline orientali);
      - [stw][17]: la lingua satawalese, sull'atollo di Satawal, nella zona orientale dello Stato di Yap (nelle isole Caroline orientali);
      - [uli][18]: la lingua ulithiana, sull'atollo d'Ulithi, nell'est dello Stato di Yap (nelle isole Caroline orientali);
      - [woe][19]: la lingua woleaiana (o lamotrekese), sugli atolli di Woleai e Lamotrek, nello Stato di Yap ((nelle isole Caroline orientali);
      - [cal][20]: la lingua caroliniana o sud-caroliniano, simile al satawal della Micronesia), nelle Isole Marianne Settentrionali;
      - [tpv][21]: la lingua tanapag (lingua nord-caroliniana o tallabwog, simile al namonuito della Micronesia), nelle Isole Marianne Settentrionali;
      - [sov][22]: la lingua sonsorol (o sonsorollese, Pulo Anna, Merir), nello Stato di Sonsorol a sud-ovest di Palau;
      - [tox][23]: la lingua tobiana (o hatohobei, tobi), sull'isola di Tobi, a sud di Palau;
      - [mpy][24]: la lingua mapia (o mapiano), sulle isole Mapia nella provincia indonesiana della Nuova Guinea: nel 2005 restava un solo parlante;

  - nella famiglia gilbertese:
    - [gil][25]: la lingua gilbertese (o kiribati), sulle isole Kiribati;

  - nella famiglia marshallese:
    - [mah][26]: la lingua marshallese sulle isole Marshall.